# Rincón de Palometas
Rincón de Palometas ist eine Ortschaft im Departamento Santa Cruz im Tiefland des südamerikanischen Anden-Staates Bolivien.

## Lage im Nahraum
Rincón de Palometas ist die zweitgrößte Ortschaft des Kanton Palometas im Municipio Santa Rosa del Sara in der Provinz Sara. Der Ort liegt auf einer Höhe von 240 m im Feuchtgebiet zwischen Río Yapacaní und Río Piraí am rechten Ufer des Río Palometillas, der über den Río Nuevo zum Río Piraí führt.

## Geographie
Rincón de Palometas liegt im tropischen Feuchtklima vor dem Ostrand der Anden-Gebirgskette der Cordillera Oriental. Die Region ist erst in den letzten Jahrzehnten erschlossen worden und war vor der Kolonisierung von Monsunwald bedeckt, ist heute aber größtenteils Kulturland.
Die mittlere Durchschnittstemperatur der Region liegt bei knapp 25 °C (siehe Klimadiagramm San Pedro), die Monatswerte schwanken zwischen 21 °C im Juni/Juli und 26 bis 27 °C von Oktober bis März. Der Jahresniederschlag beträgt fast 1500 mm, die Monatsniederschläge sind ergiebig und liegen zwischen 50 mm im Juli und 250 mm im Januar.

## Verkehrsnetz
Rincón de Palometas liegt in einer Entfernung von 123 Straßenkilometern nördlich von Santa Cruz, der Hauptstadt des Departamentos.
Von Santa Cruz aus führt die Nationalstraße Ruta 4 über Warnes und Montero nach Portachuelo, und von dort aus weiter 398 Kilometer in westlicher Richtung nach Cochabamba und noch einmal 376 Kilometer bis nach Tambo Quemado an der chilenischen Grenze.
In Portachuelo zweigt eine unbefestigte Landstraße in nördlicher Richtung ab, die über Azubi nach Loma Alta führt, wo sie die Ruta 35 kreuzt, und weiter über Palometas und Rincón de Palometas das Kolonisationsgebiet nördlich des Río Palacio erschließt.

## Bevölkerung
Die Einwohnerzahl der Ortschaft ist in den vergangenen beiden Jahrzehnten um etwa zwei Drittel angestiegen:
| Jahr | Einwohner | Quelle       |
| ---- | --------- | ------------ |
| 1992 | 656       | Volkszählung |
| 2001 | 683       | Volkszählung |
| 2012 | 945       | Volkszählung |
| 2024 |           | Volkszählung |

Aufgrund der seit den 1960er Jahren durch die Politik geförderten Zuwanderung indigener Bevölkerung aus dem Altiplano weist die Region einen nicht unerheblichen Anteil an Quechua-Bevölkerung auf, im Municipio Santa Rosa sprechen 28,6 Prozent der Bevölkerung Quechua.